# وکیل‌آباد (نرماشیر)
وکیل‌آباد، روستایی در دهستان پشت‌رود بخش مرکزی شهرستان نرماشیر در استان کرمان ایران است.

## جمعیت
بر پایه سرشماری عمومی نفوس و مسکن در سال ۱۳۹۵، جمعیت این روستا برابر با ۲۲۹ نفر (۷۳ خانوار) بوده‌است.